# Neue Welt (Wien)

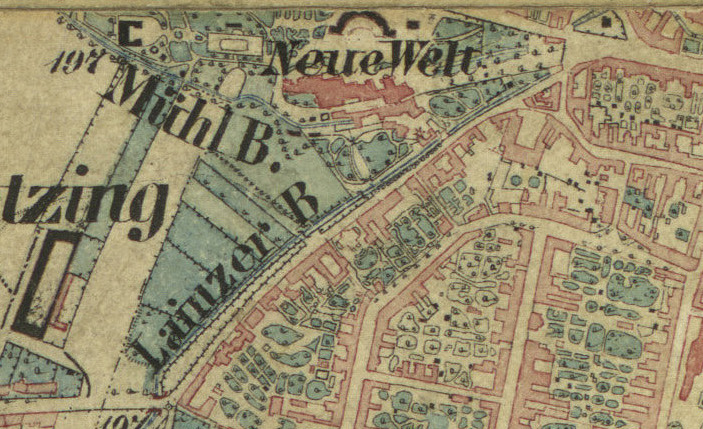
Die Neue Welt auf einer Karte von 1872. Am Lainzerbach verläuft die Lainzer Straße, am oberen Ausschnittrand die heutige Hietzinger Hauptstraße.

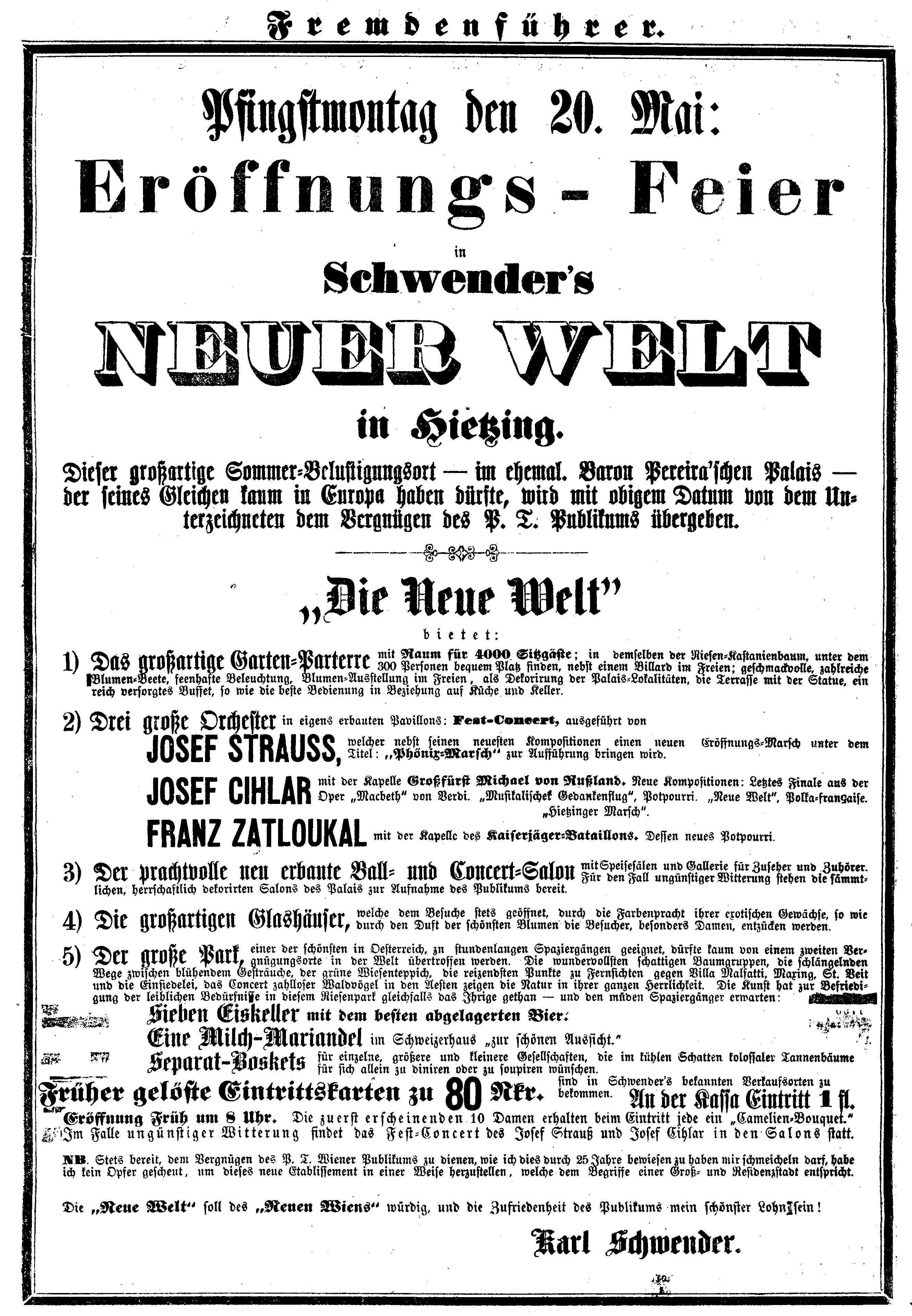
Zeitungsanzeige für die Eröffnung von Schwenders Neuer Welt am 20. Mai 1861

Als „Neue Welt“ wurde in Wien ein von 1861 bis 1882 betriebenes Vergnügungsetablissement im heutigen 13. Bezirk, Hietzing, bezeichnet, das bei Veranstaltungen tausende Besucher anzog. Es befand sich zwischen den heutigen Verkehrsadern Lainzer Straße und Hietzinger Hauptstraße (damals hier St. Veiter Straße) unweit des historischen Ortskerns von Alt-Hietzing. 1883 wurde das Areal parzelliert und mit Villen verbaut, 1892 nach Wien eingemeindet.
Carl Schwender (1809–1866), der im Wiener Vorort Braunhirschen gleichzeitig einen ähnlichen Betrieb, „Schwenders Kolosseum“, betrieb, hatte den ehemaligen Herrschaftsbesitz bei einer Versteigerung aus der Konkursmasse des Bankhauses Heinrich von Pereira (1773–1835) erworben. Es handelte sich um ein parkartiges Areal mit Schloss, Tanzfläche, Teppichbeeten, Restaurant, Alhambra (Holzbau in maurischem Stil), Sommervarieté, Kaffeehaus, englischem Garten, Feuerwerksplatz, Arena (für 1000 Zuschauer) und Orchesterpavillons für Johann Strauss (Sohn) und seine Brüder, die hier regelmäßig konzertierten. Ein zeitgenössischer Stich zeigt folgende Aufschriften am mit Fahnen geschmückten Eingang: Neue Welt. Sonntag, Donnerstag Fest. Park-Etablissement. Varietes. Theater. Täglich Theater-Vorstellung.
Nach Carl Schwenders Tod führte sein gleichnamiger Sohn den Betrieb weiter. Er hatte mit der Wirtschaftskrise im Gefolge der Wiener Weltausstellung 1873 zu kämpfen, in der der Umsatz von Vergnügungsbetrieben stark zurückging. Nach Schwender juniors Tod 1876 versuchte seine Witwe Anna (in zweiter Ehe mit Johann Silberbauer verheiratet), den Betrieb zu erhalten; die Umsatzentwicklung stand dem aber entgegen.
Auf dem Areal befanden sich später Villen der Architekten Josef Frank und Oskar Wlach (Haus Beer, Wenzgasse 12), Carl Witzmann (Eitelbergergasse 9; Villa Kosmak, Elßlergasse 8), und Adolf Loos (Haus Reitler, Elßlergasse 9), eine Villa des Textilfabrikanten Bernhard Altmann (Kopfgasse 1), dessen Schwägerin Maria Altmann sechzig Jahre nach Kriegsende die Rückstellung von Gemälden Egon Schieles erreichte, und die 1938 zerstörte Hietzinger Synagoge (Arch. Arthur Grünberger, Neue-Welt-Gasse 7 / Eitelbergergasse 22). Auf Elßlergasse 26 wohnten der Komponist Franz Schmidt und der Staatsoperndirektor Franz Schalk. In der Wenzgasse befand sich der letzte Wohnsitz des 2004 verstorbenen Bundespräsidenten Thomas Klestil. Aus neuester Zeit stammt Adolf Krischanitz’ 1994 eröffneter jüdisch-russischer Kindergarten (Neue-Welt-Gasse). 
In unmittelbarer Nähe des ehemaligen „Neue Welt“-Areals befanden sich u. a. die Blaimschein-Villa (Wenzgasse 2), wo Karl Renner im April 1945 die Wiedererrichtung Österreichs vorbereitete (heute Wohnhaus der Iranischen Botschaft) und Adolf Loos’ unter Experten berühmtes Haus Scheu (Larochegasse 3). Bekannt ist das Gymnasium Wenzgasse (Architekten Siegfried Theiss und Hans Jaksch). 
Mit dem Namen „Neue Welt“ wurde nach dem Ende des Vergnügungsetablissements eine Villa auf dem Areal (Lainzer Straße 2) bezeichnet, die 1884 errichtet wurde und heute nicht mehr besteht. 1894 wurde eine im Viertel angelegte Gasse amtlich als Neue-Welt-Gasse benannt; sie besteht bis heute.